# Зарядовое сопряжение
Заря́довое сопряже́ние (С-преобразование) — операция замены частицы на соответствующую античастицу (напр., электрона на позитрон).
Оператор зарядового сопряжения обозначается {\displaystyle {\hat {C}}}. По определению, {\displaystyle {\tilde {X}}={\hat {C}}X}, где {\displaystyle X} — волновая функция частицы, {\displaystyle {\tilde {X}}} — волновая функция античастицы. Оператор зарядового сопряжения {\displaystyle {\hat {C}}} является эрмитовым, поэтому он описывает некоторую физическую величину. При измерении этой физической величины можно получить лишь одно из собственных значений {\displaystyle \eta _{C}} оператора {\displaystyle {\hat {C}}}: {\displaystyle {\hat {C}}X=\eta _{C}X}. Квантовое число {\displaystyle \eta _{C}} называется зарядовой чётностью.      

## Зарядовая чётность
Зарядовая чётность (С-чётность) — одно из квантовых чисел истинно нейтральной частицы (или другой квантовомеханической системы), определяющее поведение её вектора состояний при зарядовом сопряжении. При операции зарядового сопряжения волновая функция такой частицы умножается на значение С-чётности, то есть меняет знак (зарядово нечётная частица) либо остаётся прежней (зарядово чётная частица). С-чётность является мультипликативным квантовым числом.
В сильных, электромагнитных и, согласно общей теории относительности, гравитационных взаимодействиях выполняется закон сохранения зарядовой чётности, в слабом взаимодействии он нарушается. Это следует уже из первого опыта Ву Цзяньсюн с сотрудниками, доказавшего несохранение пространственной чётности в слабом взаимодействии.
Зарядовая чётность фотона отрицательна: С = −1 (это можно увидеть из того, что при зарядовом сопряжении электрические заряды меняют знак, поэтому и электромагнитные поля, квантами которых являются фотоны, тоже должны изменить знак, чтобы эволюция системы не изменилась). В любых процессах, обусловленных электромагнитным или сильным взаимодействием, зарядовая чётность сохраняется. Вследствие этого, при любых электромагнитных процессах невозможно превращение нечётного числа фотонов в чётное и наоборот (теорема Фарри).
Зарядовая чётность пиона {\displaystyle \pi ^{0}} положительна. Это следует из его распада на два фотона за счёт электромагнитного взаимодействия: {\displaystyle \pi ^{0}\rightarrow \gamma +\gamma }. В силу сохранения зарядовой чётности получаем: {\displaystyle \eta _{C}(\pi ^{0})=\eta _{C}(2\gamma )}. Зарядовая чётность является мультипликативным квантовым числом, поэтому {\displaystyle \eta _{C}(\pi ^{0})=\eta _{C}(\gamma )\eta _{C}(\gamma )=(-1)\cdot (-1)=+1}.
| Симметрия в физике             | Симметрия в физике                    | Симметрия в физике               |
| Преобразование                 | Соответствующая инвариантность        | Соответствующий закон сохранения |
| ------------------------------ | ------------------------------------- | -------------------------------- |
| ↕ Трансляции времени           | Однородность времени                  | …энергии                         |
| ⊠ C, P, CP и T-симметрии       | Изотропность времени                  | …чётности                        |
| ↔ Трансляции пространства      | Однородность пространства             | …импульса                        |
| ↺ Вращения пространства        | Изотропность пространства             | …момента импульса                |
| ⇆ Группа Лоренца (бусты)       | Относительность лоренц-ковариантность | …движения центра масс            |
| ~ Калибровочное преобразование | Калибровочная инвариантность          | …заряда                          |